# Albert de Menten de Horne
Albert Ghislain Robert de Menten de Horne (Sint-Truiden, 16 januari 1848 - Brussel, 16 mei 1920) was een Belgisch volksvertegenwoordiger.

## Biografie

### Familie
Ridder Albert de Menten de Horne was en telg uit de familie de Menten de Horne. Hij was een achterkleinzoon van Léon de Menten (1752-1822), die postuum in 1823 adelserkenning ontving onder de naam 'de Menten' voor hemzelf en onder de naam 'de Menten de Horne' voor zijn kinderen. Hij was een kleinzoon van ridder Jean-Théodore de Menten de Horne, burgemeester van Sint-Truiden, lid van de Provinciale Staten van Limburg en arrondissementscommissaris van Hasselt, en een zoon van Léon de Menten (1815-1888), bestendig afgevaardigde van Limburg, en Thérèse Wyns (1821-1899). Hij trouwde met Jeanne Malou (1852-1917), kleindochter van Jean-Baptiste Malou, en nicht van Joannes Baptista Malou en Jules Malou. Ze kregen een zoon.
Hij was een oom van ridder Henry de Menten de Horne, cavalerieofficier en Olympisch ruiter.

### Loopbaan
Hij was provincieraadslid van Limburg (1900-1912) en katholiek volksvertegenwoordiger voor het arrondissement Hasselt (1912-1914).